# Nancy Astor
Nancy Witcher Astor, Viscondessa Astor (Danville, 19 de Maio de 1879 – Lincolnshire 2 de Maio de 1964) foi a primeira mulher a fazer parte da Câmara dos Comuns no Reino Unido, eleita por Plymouth em 1919.
Foi casada com Waldorf Astor, 2.° Visconde Astor.
Nancy Astor é frequentemente descrita como simpatazante do nazismo; no entanto, seu nome esteve listado no Livro Negro, lista que continha o nome de centenas de personalidades britânicas que deveriam ser presas e executadas pelos integrantes da (SS), após a almejada invasão do Reino Unido pela Alemanha Nazista. Nessa lista, Nancy era listada como "inimiga da Alemanha".